# Alex Heineman
Alex Heineman, auch Alex Heinemann, ist ein Filmproduzent.

## Karriere
Heineman begann seine Filmkarriere 2007 als Executive Producer für Balls of Fury. Darauf folgten vor allem Actionfilme wie Non-Stop 2014, The Commuter 2018 oder Gunpowder Milkshake 2021. Sein bisher größter Erfolg war 2024 die Filmbiografie Like A Complete Unknown von Regisseur James Mangold über die Anfänge von Bob Dylan. Hierfür erhielt Heinemann zusammen mit Mangold und Fred Berger eine BAFTA- und eine Oscar-Nominierung in der Kategorie Bester Film.
Im Jahr 2017 beschloss Heinemann zusammen mit Berger, ein Biopic über Bob Dylan zu drehen. Zur selben entschieden sie bereits, dass Timothée Chalamet die Hauptrolle übernehmen sollte. Zum Jahr 2019 liefen die bisherigen Filmrechte bei HBO, sodass sich für die Produzenten eine Chance ergab, Jeff Rosen als Manager von Dylan von einem Film zu überzeugen. Im selben Jahr kamen Mangold und Searchlight Pictures zur Produktion hinzu. Ein Treffen zwischen Chalamet und Dylan habe es nicht gegeben.

## Filmografie (Auswahl)
- 2007: Balls of Fury
- 2008: Doomsday – Tag der Rache
- 2008: The Strangers
- 2009: The House on the Left
- 2009: Coraline
- 2012: Project X
- 2012: Apparition – Dunkle Entscheidung
- 2014: Non-Stop
- 2015: The Gunman
- 2017: Keep Watching
- 2018: The Commuter
- 2018: They Hear It (Kurzfilm)
- 2018: A Million Litttle Pieces
- 2020: Come Play
- 2021: Gunpowder Milkshake
- 2023: Retribution
- 2023: Baghead
- 2024: Role Play
- 2024: Like A Complete Unknown

## Auszeichnungen
- 2025: CIC-Award-Nominierung in der Kategorie Bester Studiofilm für Like A Complete Unknown
- 2025: BAFTA-Nominierung in der Kategorie Bester Film für Like A Complete Unknown
- 2025: Oscar-Nominierung in der Kategorie Bester Film für Like A Complete Unknown